# Gleisdreieck
Gleisdreieck ("spårtriangeln") är en tunnelbanestation ovan jord i stadsdelen Kreuzberg, Berlin. Här stannar linjerna U1, U2 och U3. Stationen ligger på viadukt utomhus och linjerna U1 och U3 går ett plan ovanför linje U2. 
Under byggandet av Berlinmuren 1961 blev den lägre perrongen slutstation för linje U2, ända fram till 1972 då linje U2 stängdes av helt från Gleisdreieck. 1993 började återigen stationen att trafikeras av linje U2. Gleisdreieck-parken är namnet på en stor park vid stationen som tidigare var ett spårområde för järnvägen, man har gjort om detta område till en stadspark. Namnet kommer ursprungligen från att denna tunnelbanestation bestod av spår som gick i en triangel på samma plan, efter en svår olycka 1908 byggdes stationen om och fick två plan istället, så att linjerna blev åtskilda.
En ny S-bahnlinje med station kommer att byggas vid Gleisdreieck så man kan byta till S-bahn. Projektet med den nya linjen heter City-S-Bahn.

## Bilder

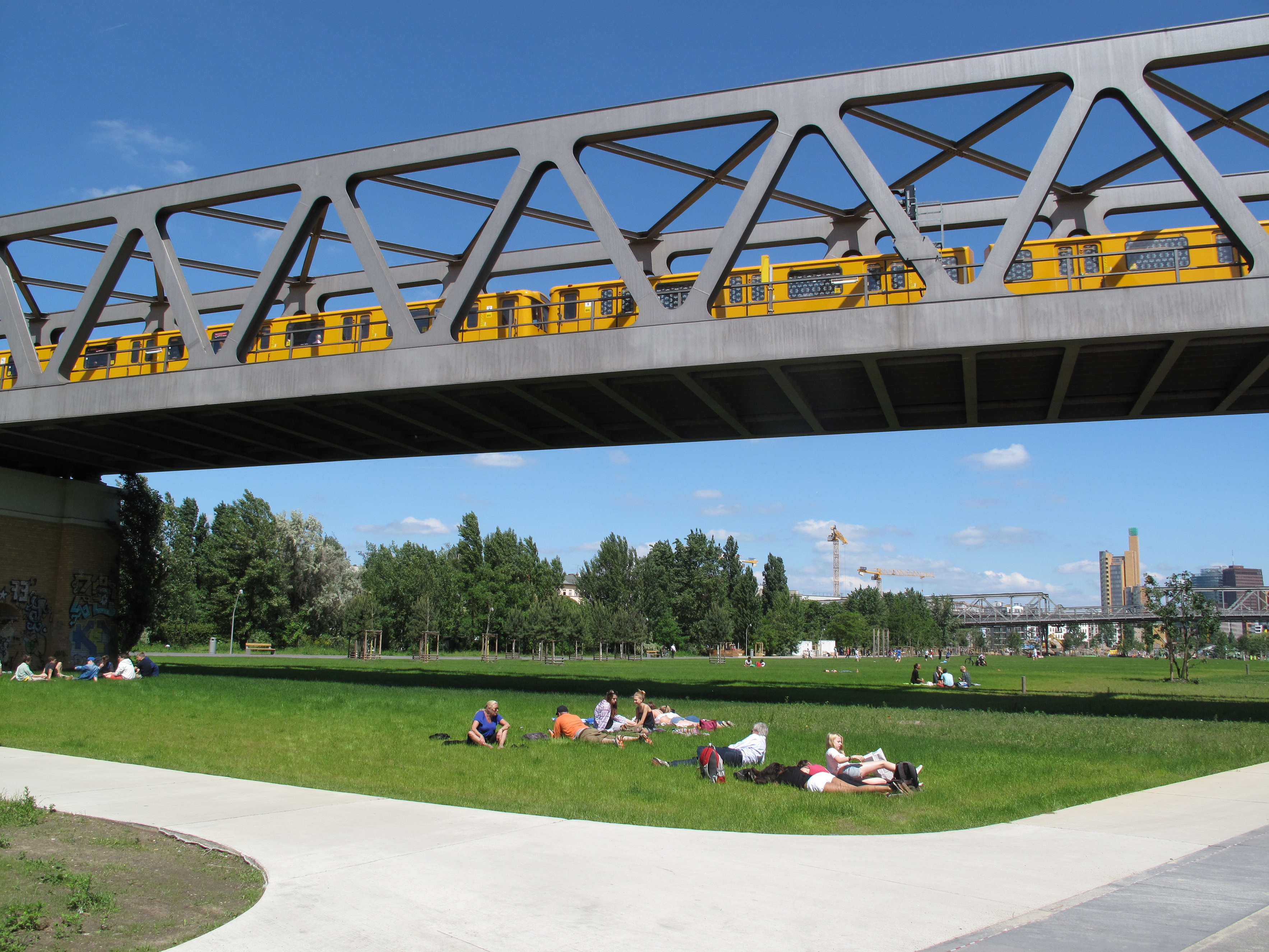
Gleisdreieck-parken
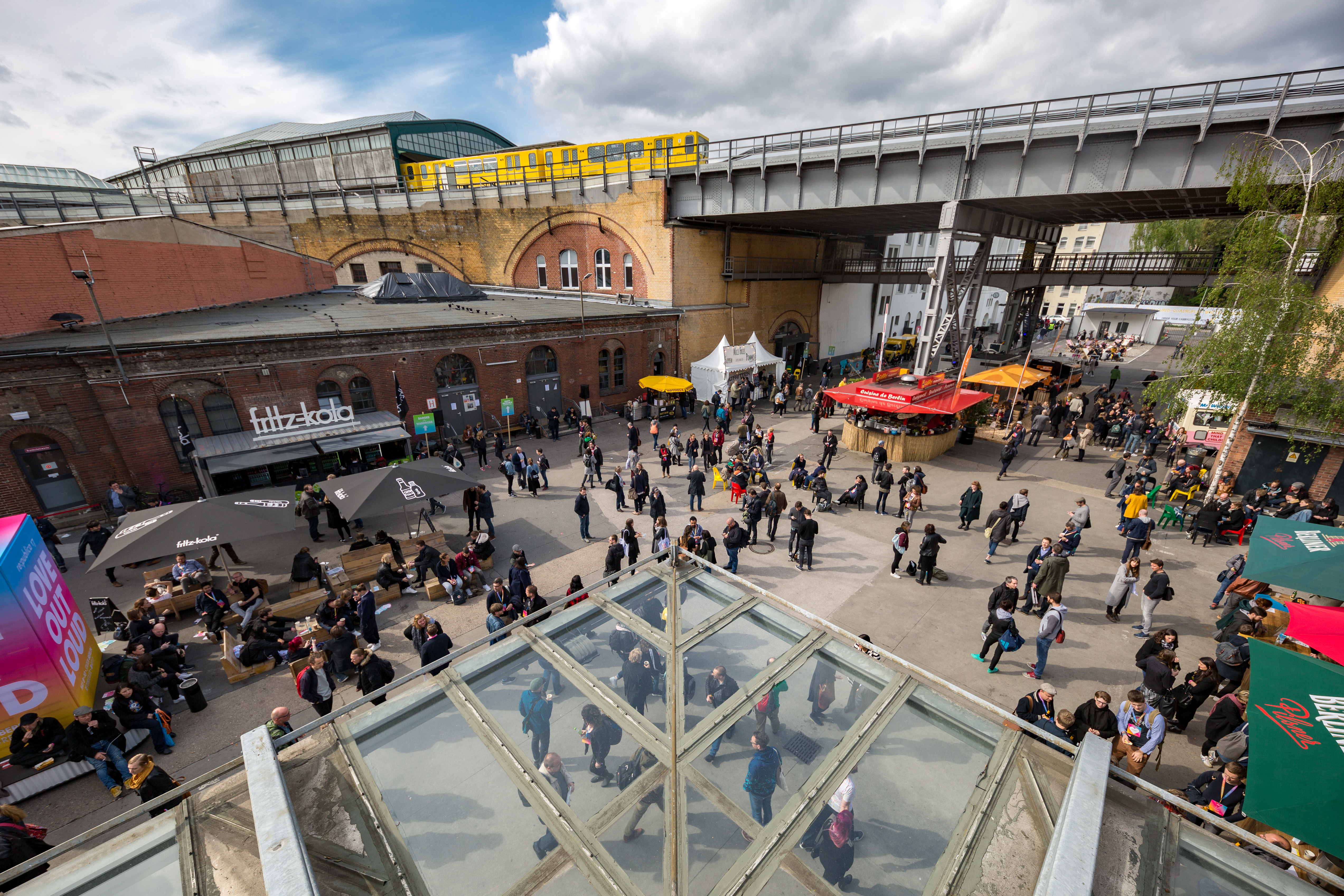
Utanför entrén
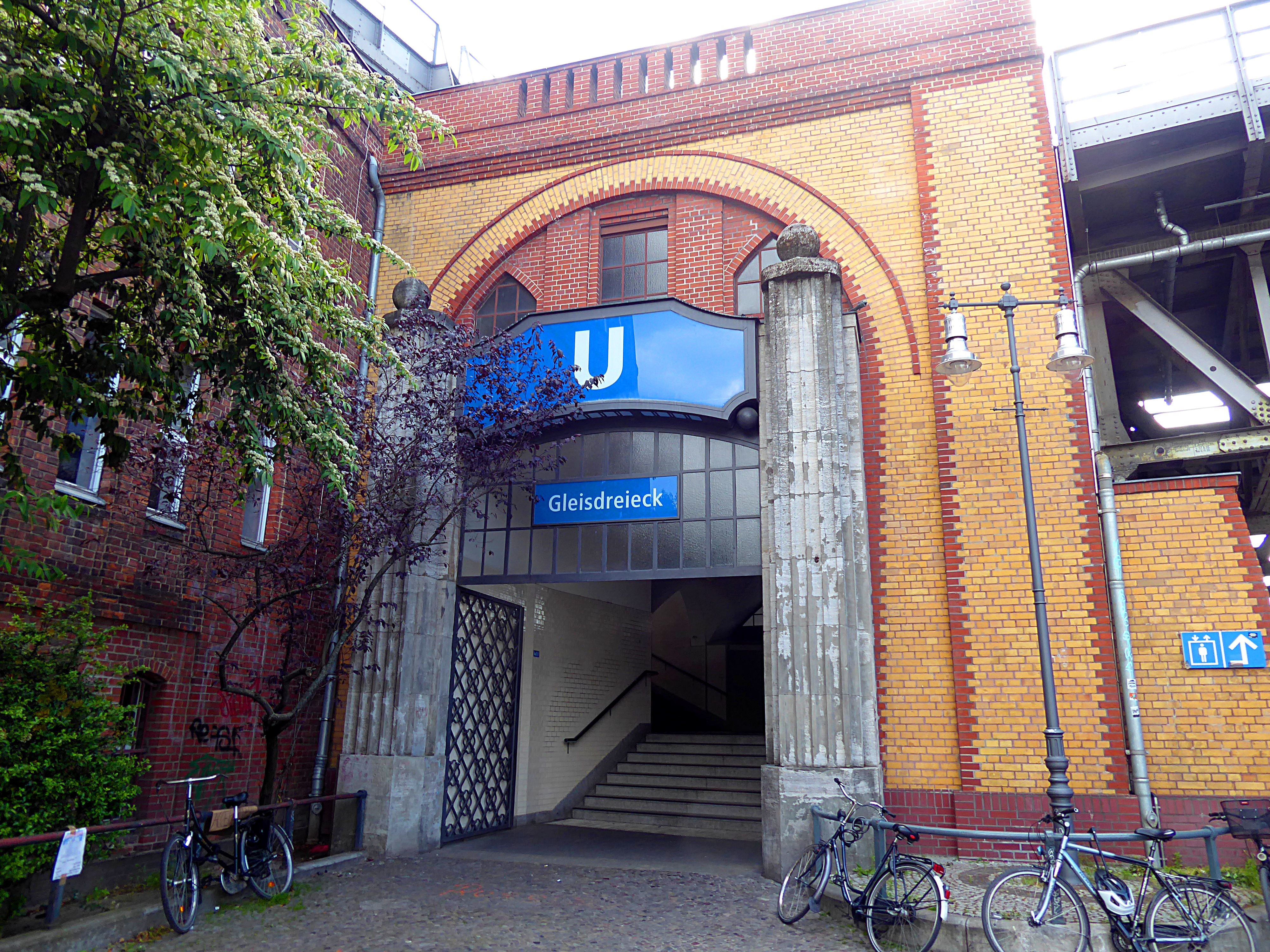
Entrén
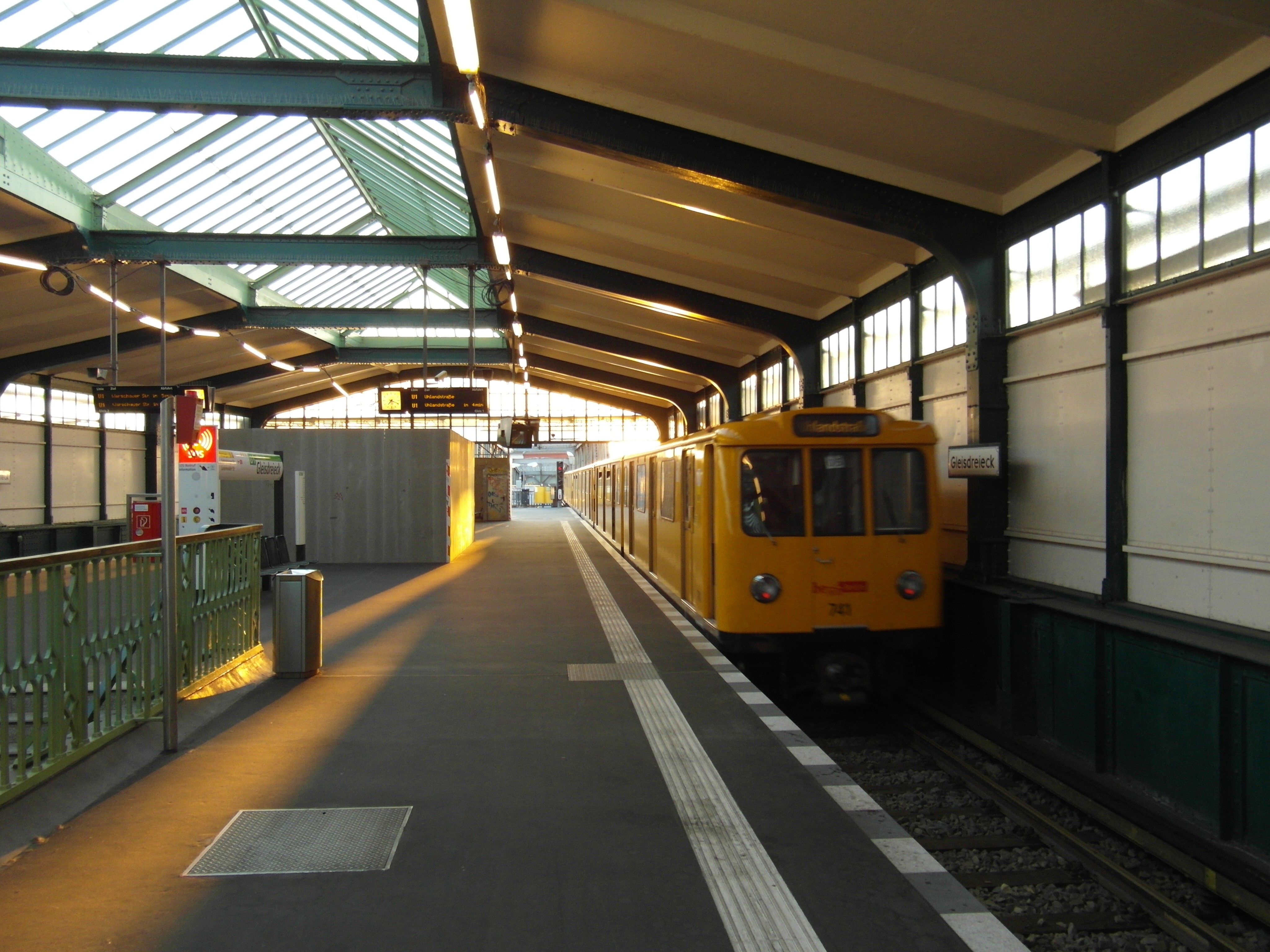
Övre perrongen för linje U1 och U3
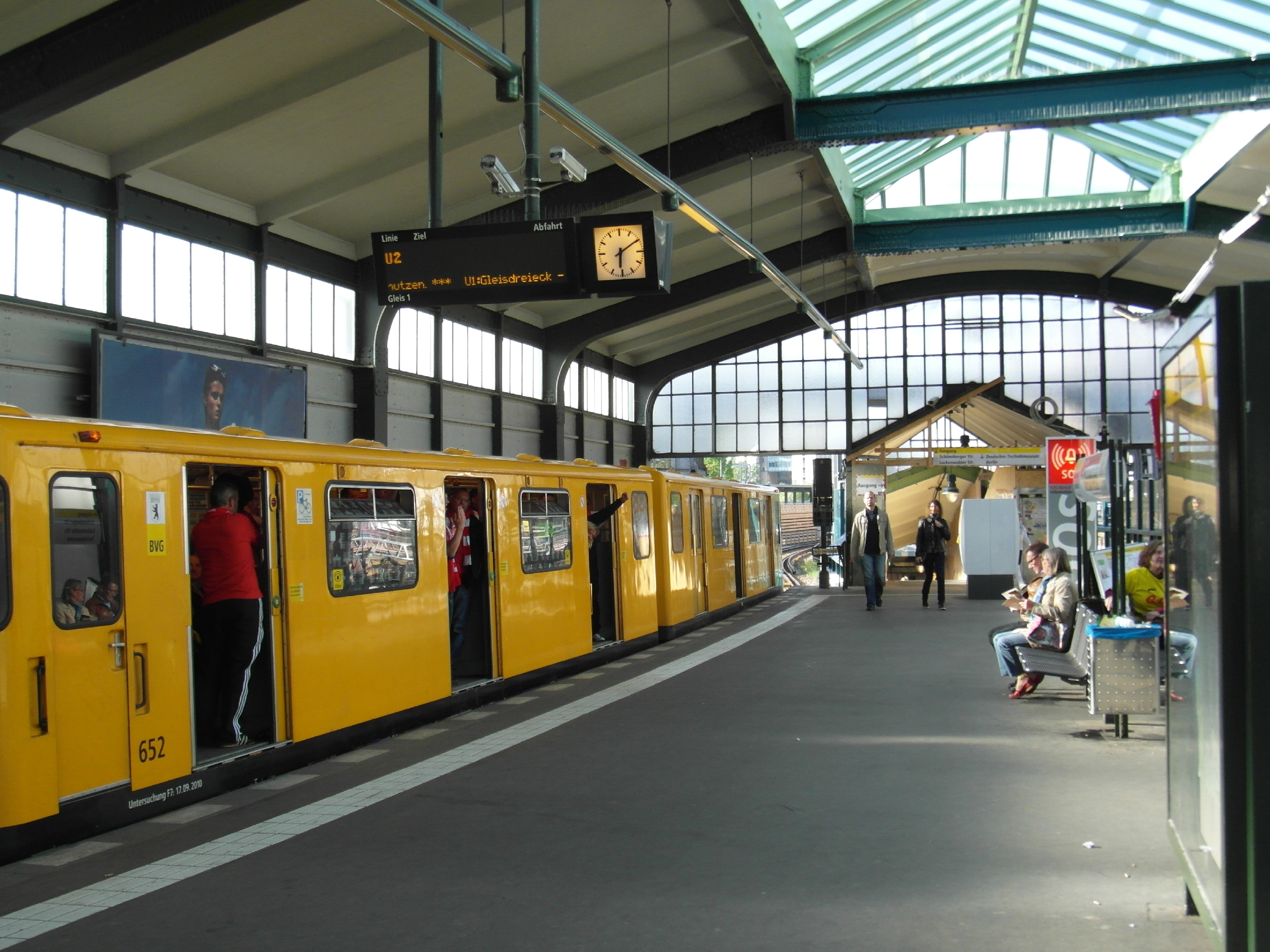
Nedre perrongen för linje U2
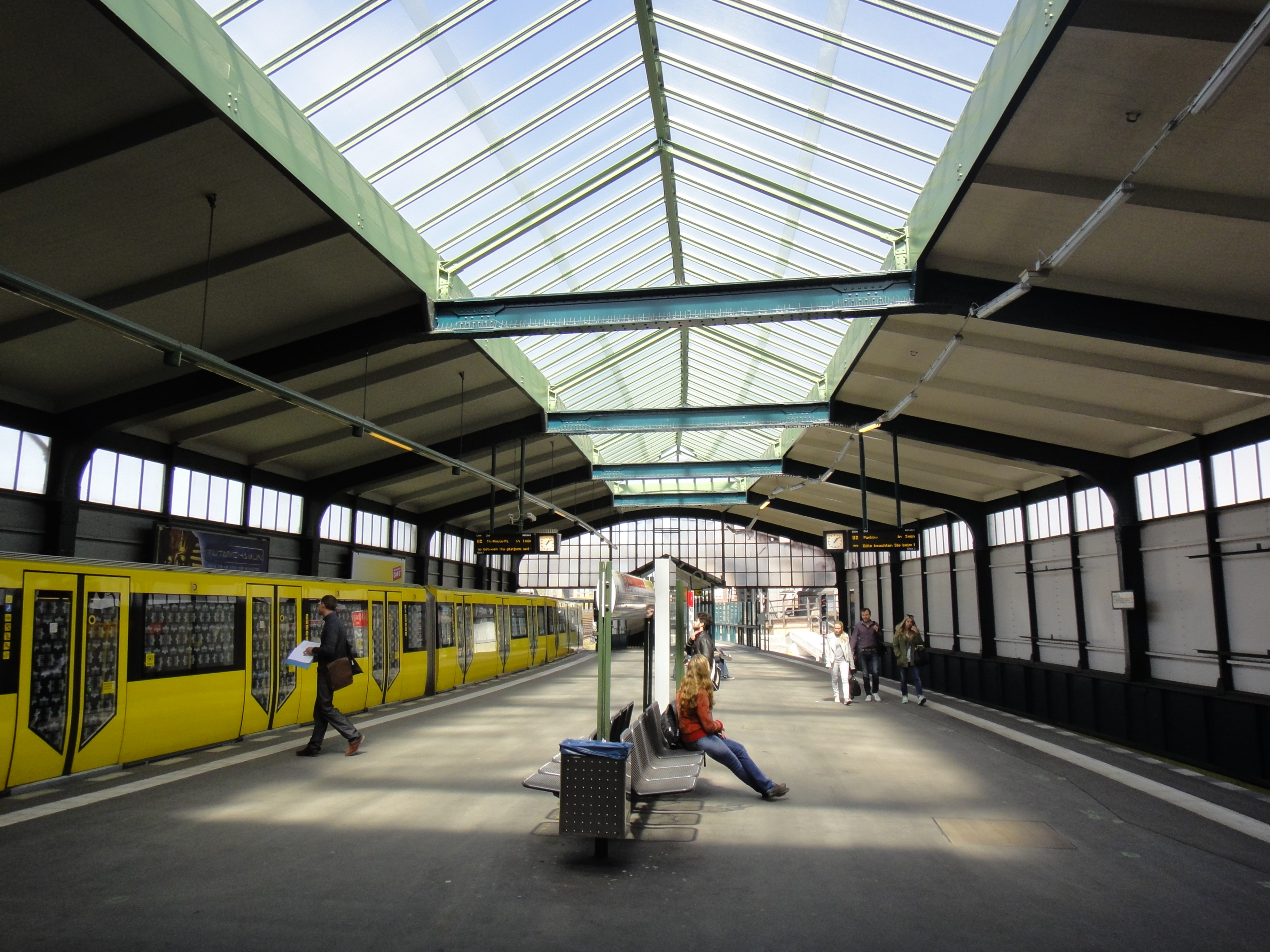
Linje U2